# Bibiani/Anhwiaso/Bekwai
Bibiani/Anhwiaso/Bekwai is een van de dertien districten van de regio Western in Ghana.

## Geografie
Het district ligt in het gebied van het tropisch regenwoud, gemiddeld 350 meter boven de zeespiegel. De Atanyamekrom is met 660 m het hoogste punt van de Western-regio.
De belangrijkste rivier is de Ankobra met zijn zijrivieren: Awa, Krodua, Atronsu, Subriso, Krosieni, Akassu en Amponsah.

## Bevolking
De ongeveer 100.000 inwoners behoren in hoofdzaak tot de etnische groep van de Sefwi en spreken de gelijknamige taal.

## Economie
Ongeveer 70% van de inwoners leeft van de landbouw. Voor eigen of regionaal verbruik wordt: cassave, bakbanaan, maïs, yam, rijst en diverse groenten geteeld. Daarnaast wordt er ook cacao, koffie en palmolie geproduceerd en aan veeteelt gedaan. 
In Bibiani is er goudwinning en in Awaso bauxiet.